# Lale Andersen
Lale Andersen (născută Liese-Lotte Helene Berta Bunnenberg; n. 23 martie 1905, Lehe⁠(d), Bremen, Imperiul German – d. 29 august 1972, Viena, Austria) a fost o solistă vocală și actriță germană de renume mondial, în special datorită cântecului Lili Marleen, pe care l-a lansat în 1939. A scris și texte pentru mai multe cântece, sub pseudonimul Nicola Wilke.

## Biografie
Fiica unui administrator de nave, Lale Andersen s-a născut la Bremerhaven unde și-a petrecut copilăria. La vârsta de 17 ani s-a măritat cu pictorul Paul Ernst Wilke (1884-1971), cu care a avut trei copii: Björn, Carmen-Litta și Michael Wilke. În 1929, Lale și-a părăsit familia și a plecat la Berlin. A divorțat în 1931.
Tot în 1931 și-a început cariera de actriță la Deutsches Künstlertheater, după care a mai jucat în diferite teatre din Berlin, păstrându-și încă numele de Liese-Lotte Wilke. În 1933 a încheiat un contract cu teatrul Schauspielhaus Zürich unde l-a cunoscut pe compozitorul Rolf Liebermann. Au urmat alte contracte cu teatrul Münchner Kammerspiele. La München și-a început și cariera de cântăreață, în diferite cabarete, luându-și numele de scenă Lale Andersen.